# Benedek László (rendező)
Benedek László (Budapest, 1905. március 5. – Bronx, New York, USA, 1992. március 11.) Golden Globe-díjas magyar származású amerikai filmrendező.

## Életpályája
Szülei Benedek (Berger) Gyula és Murányi Margit voltak. Bécsben tanult. Fotósként kezdte pályáját, majd segédoperatőr volt. 1933-ban, Adolf Hitler uralomra jutásakor az USA-ba emigrált, ahol az Universal Pictures cégnél Joe Pasternak asszisztense és vágója lett. Dolgozott Londonban valamint a Metro-Goldwyn-Mayer számára is. Mexikóban filmeket írt. 1945 után kezdett önállóan rendezni. 1950-ben, Los Angelesben kötött házasságot a bécsi születésű Lacerta Weissel.

## Munkássága
Igényes alkotó művész volt. Kiemelkedő munkája Az ügynök halála (1951) Arthur Miller színdarabja nyomán. A Gyerekek, anyák és egy tábornok (1955) című nyugat-német alkotása haladó, háborúellenes drámai történet. A magyar Törzs Ivánnal és Marton Endrével saját produkciós vállalatot tartott fenn Hollywoodban.

## Filmjei
- A szerető (Die Geliebte) (1927)
- Hyppolit, a lakáj (1931)
- Iza néni (1933)
- A csókos bandita (1948)
- New York kikötője (1949)
- Az ügynök halála (1951)
- A vad (1953)
- A bengáliai brigád (Bengal Brigade) (1954)
- Gyerekek, anyák és egy tábornok (Kinder, Mütter und ein General) (1955)
- Cavalcade of America (1955-1957)
- Perry Mason (1958-1961)
- A veszély pillanata (Moment of Danger) (1960)
- The Outer Limits (1963-1964)
- The Alfred Hitchcock Hour (1964-1965)
- Voyage to the Bottom of the Sea (1964-1965)
- 12 O'Clock High (1965-1966)
- Namu, a gyilkos bálna (1966)
- Iron Horse (1966-1967)
- Merész játék (Daring Game) (1968)

## Díjai
- Golden Globe-díj a legjobb filmrendezőnek (1952) Az ügynök halála